# Diferente (pel·lícula)
Diferente és un llargmetratge musical de gènere dramàtic, sovint qualificat de kitsch, rodat a Espanya en 1961 per Luis María Delgado i protagonitzat pel ballarí argentí Alfredo Alaria. Amb música composta per Adolfo Waitzman, integren el seu elenc alguns dels principals actors i actrius de l'època com Julia Gutiérrez Caba, Jesús Puente, Gracita Morales o Agustín González.
Destaca per ser una de les primeres pel·lícules que, sense ser censurada, mostren de manera explícita codis simbòlics de la cultura homosexual al cinema espanyol. L'explicació més acceptada, aportada pel director, és que ni la junta censora ni les ressenyes de premsa, a excepció del crític del Diari Ya que la va qualificar com "una pel·lícula sobre la desviació amorosa contra natura", es van adonar que la pel·lícula tracta sobre la temàtica homosexual.

## Sinopsi
Alfredo (Alfredo Alaria) és el fill hedonista d'una família acabalada i burgesa. Apassionat del teatre i del ball rebutja tots els valors que la seva família li intenta inculcar. Només busca expressar-se a través de la música, la dansa i gaudir de la vida amb els seus amics. D'actitud excèntrica i despreocupada, en la vida del protagonista es barregen els artistes, les "males companyies" i la gent de la faràndula.
Preocupats pel tipus de vida que porta Alfredo, el seu germà menor Manuel (Manuel Barrio), un jove molt centrat i madur, i el pare de tots dos (Manuel Monroy), planegen canviar el seu ritme de vida llibertí. En un primer moment Alfredo intenta agradar a la seva família. Intentant encaixar accepta un treball en l'empresa familiar que es dedica a la promoció immobiliària. Però, al poc temps, s'adona que no és el seu. El seu mateix germà el titllarà d'inútil i d'efeminat.
Deixant-lo per impossible la família es resigna i, després de la defunció del pare, abandonen al protagonista perquè prossegueixi amb la seva solitària vida bohèmia.

## Repartiment
- Alfredo Alaria - Alfredo
- Manuel Monroy - Pare d'Alfredo
- Sandra Le Brocq - Sandra
- Manuel Barrio - Manuel, germà de Alfredo
- Julia Gutiérrez Caba - Beatriz
- Jovita Luna - Bailarina
- Inés Marco - Ballarina
- Luis Piloni - Luis
- Mara Laso - Dona de l'obrer
- Gracita Morales - Noia amb gelat
- Jesús Puente - Invitat de Nadal
- Agustín González - Invitat de Nadal

## Producció
El ballarí Alfredo Alaria va tenir una participació capital en el projecte: va preparar el guió, va dissenyar el vestuari, va dirigir les coreografies i va intervenir en la direcció de la pel·lícula prenent com a referència un espectacle musical que havia produït anteriorment titulat De Las Vegas a España. Diversos números musicals que es troben en la pel·lícula són els mateixos que es van executar en la seva versió teatral. Encara que inicialment s'anava a titular «Ellos son diferentes» el 12 de desembre de 1961 es va proposar el definitiu «Diferente».
Per a poder realitzar la pel·lícula Alaria va reclutar a Luis María Delgado com a director i realitzador dels números musicals. Prenent com a base de guió una trama "lleugera" Alaria i Delgado van mostrar entre línies però amb molta claredat un discurs homosexual prenent com a excusa la coartada de l'espectacle i l'excentricitat del protagonista. Resulta evident que el protagonista és un personatge homosexual, qüestió reforçada en la trama de la pel·lícula quan rebutja les pretensions amoroses de Sandra (Sandra Le Brocq) o les insinuacions de l'esposa d'un dels treballadors de l'empresa familiar.

El seu director Luis María Delgado va declarar en una entrevista a Televisió Espanyola:
| «                                                              | La pel·lícula es va passar a la censura i no ens van llevar ni un fotograma, ni un fotograma. El primer que va sortir va ser el pare Benito i va dir: "És la primera pel·lícula artistica que he vist en la meva vida". No ens van tallar res. | » |
| — Luis María Delgado, director ., Luis María Delgado, director | |   |

Algunes seqüències tenen clares connotacions homosexuals i han passat a la història del cinema homosexual realitzat a Espanya. En l'inici de la pel·lícula, durant els títols de crèdit, apareix la biblioteca del protagonista destacant-se llibres de Federico García Lorca, Sigmund Freud, Oscar Wilde i Marcel Proust. Més endavant un pla mostra en travelling la bragueta del protagonista mentre camina. En l'escena més icònica la pel·lícula Alfredo, en un primer pla que s'acosta al rostre gradualment, es queda admirant els braços musculats d'un obrer de la construcció que, amb un martell pneumàtic, perfora un tros de formigó.

Filmada en Color Eastmancolor la pel·lícula va reproduir colors molt vius en els seus números musicals amb una exagerada estètica «camp». Va utilitzar moviments de càmera nous i un muntatge original. La Junta de Classificació i Censura va autoritzar la seva estrena en 1962. Alberto Reig, membre de la Junta de Classificació i Censura, Rama de Classificació, reunida el 23 de febrer de 1962 (Expedient 23.805) va escriure en el seu informe: 
| «                                     | Com a ballet és realment esplèndid lloc que a més el nexe o motivació està magistralment concebut. Magnífica fotografia en color així com la realització en el seu conjunt i elements posats en joc. Quant a això de «diferent» això és un altre assumpte!'' | » |
| — Alberto Reig, censor cinematogràfic | |   |

## Premis
Medalles del Cercle d'Escriptors Cinematogràfics
| Any  | Categoria     | Candidat        | Resultat  |
| ---- | ------------- | --------------- | --------- |
| 1962 | Millor música | Adolfo Waitzman | Guanyador |